# Exechia assidua
Exechia assidua är en tvåvingeart som beskrevs av Oskar Augustus Johannsen 1912. Exechia assidua ingår i släktet Exechia och familjen svampmyggor.
Artens utbredningsområde är Alberta. Inga underarter finns listade i Catalogue of Life.